# W starym, dobrym stylu (film 2017)
W starym, dobrym stylu (ang. Going in Style) – amerykański film komediowy z 2017 roku w reżyserii Zacha Braffa, wyprodukowany przez wytwórnie New Line Cinema, Village Roadshow Pictures i De Line Pictures.  Remake filmu z 1979 roku pod tym samym tytułem. Główne role w filmie zagrali Morgan Freeman, Michael Caine, Alan Arkin, Joey King, Matt Dillon, Christopher Lloyd i Ann-Margret.
Premiera filmu odbyła się 7 kwietnia 2017 w Stanach Zjednoczonych. W Polsce premiera filmu odbyła się 30 czerwca 2017.

## Fabuła
Trójka nierozłącznych przyjaciół – Albert Garner (Alan Arkin), Willie Davis (Morgan Freeman) i Joe Harding (Michael Caine) pracowali razem przy taśmie montażowej w fabryce Semtech Steel, a obecnie cieszą się beztroskim życiem emerytów. Nagle okazuje się, że bank zlikwidował ich fundusz emerytalny, na dodatek rata kredytu hipotecznego Joego potroiła się i grozi mu eksmisja. Emeryci nie zamierzają poddać się bez walki o oszczędności całego życia. Pewnego dnia Joe staje się świadkiem napadu na bank i starsi panowie postanawiają pójść w ślady rabusiów.

## Obsada
- Morgan Freeman jako Willie Davis
- Michael Caine jako Joe Harding
- Alan Arkin jako Albert Garner
- Joey King jako Brooklyn
- Maria Dizzia jako Rachel Harding, córka Joego
- Matt Dillon jako agent specjalny Hamer
- Ann-Margret jako Annie Santori
- Christopher Lloyd jako Milton Kupchak
- Annabelle Chow jako Lucy
- Kenan Thompson jako Keith Schonfield
- Siobhan Fallon Hogan jako Mitzi
- John Ortiz jako Jesus Garcia
- Peter Serafinowicz jako Murphy

## Produkcja
Zdjęcia do filmu kręcono w Nowym Jorku w Stanach Zjednoczonych.

## Odbiór

### Box office
Z dniem 11 czerwca 2017 roku film W starym, dobrym stylu zarobił $44.6 mln w Stanach Zjednoczonych i w Kanadzie, a $36.7 mln w innych terytoriach na całym świecie; łącznie $81.3 mln.

### Krytyka w mediach
Film W starym, dobrym stylu spotkał się z mieszanymi recenzjami od krytyków. W serwisie Rotten Tomatoes średnia ocen filmu wyniosła 46% ze średnią oceną 5,3 na 10. Na portalu Metacritic średnia ocen wyniosła 50 punktów na 100.